# Vincent Frederick Mwakhwawa
Vincent Frederick Mwakhwawa (ur. 20 listopada 1975 w Salima) – malawijski duchowny katolicki, biskup pomocniczy Lilongwe od 2024.

## Życiorys

### Prezbiterat
Święcenia kapłańskie przyjął 12 lipca 2003 i został inkardynowany do archidiecezji Lilongwe. Przez kilka lat pracował duszpastersko, a w latach 2006–2007 był sekretarzem biskupim. Po studiach teologicznych w Nairobi objął stanowisko wychowawcy i wykładowcy seminarium w Kachebere, niedługo potem został krajowym dyrektorem Papieskich Dzieł Misyjnych. W 2023 został mianowany wikariuszem generalnym archidiecezji.

### Episkopat
15 listopada 2023 papież Franciszek mianował go biskupem pomocniczym Lilongwe, ze stolicą tytularną Aquae Thibilitanae.
20 stycznia 2024 przyjął święcenia biskupie na Civo Stadium w Lilongwe, których jemu udzielił arcybiskup George Tambala. 